# Украинка (Северо-Казахстанская область)
Украинка (каз. Украинка) — село в районе Магжана Жумабаева Северо-Казахстанской области Казахстана. Входит в состав Чистовского сельского округа. Код КАТО — 593685300.

## Население
В 1999 году население села составляло 92 человека (45 мужчин и 47 женщин). По данным переписи 2009 года, в селе проживало 62 человека (31 мужчина и 31 женщина).